# Alfredo Raúl Chuquihuara Chil
Alfredo Raúl Chuquihuara Chil (* 23. September 1958 in Lima; † 10. September 2018 in Houston, Texas) war ein peruanischer Diplomat.

## Persönliches
Alfredo Raúl Chuquihuara Chil war der Bruder von Luis Juan Chuquihuara Chil.

## Werdegang
Alfredo Raúl Chuquihuara Chil war vom 16. August 2005 bis 2006 Bürovorsteher des Außenministers Óscar Maúrtua.

Vom 3. Dezember 2015 bis 7. Dezember 2015 bis war er ständiger Vertreter der peruanischen Regierung bei den Organisationen der Vereinten Nationen nächst dem Vienna International Centre. 

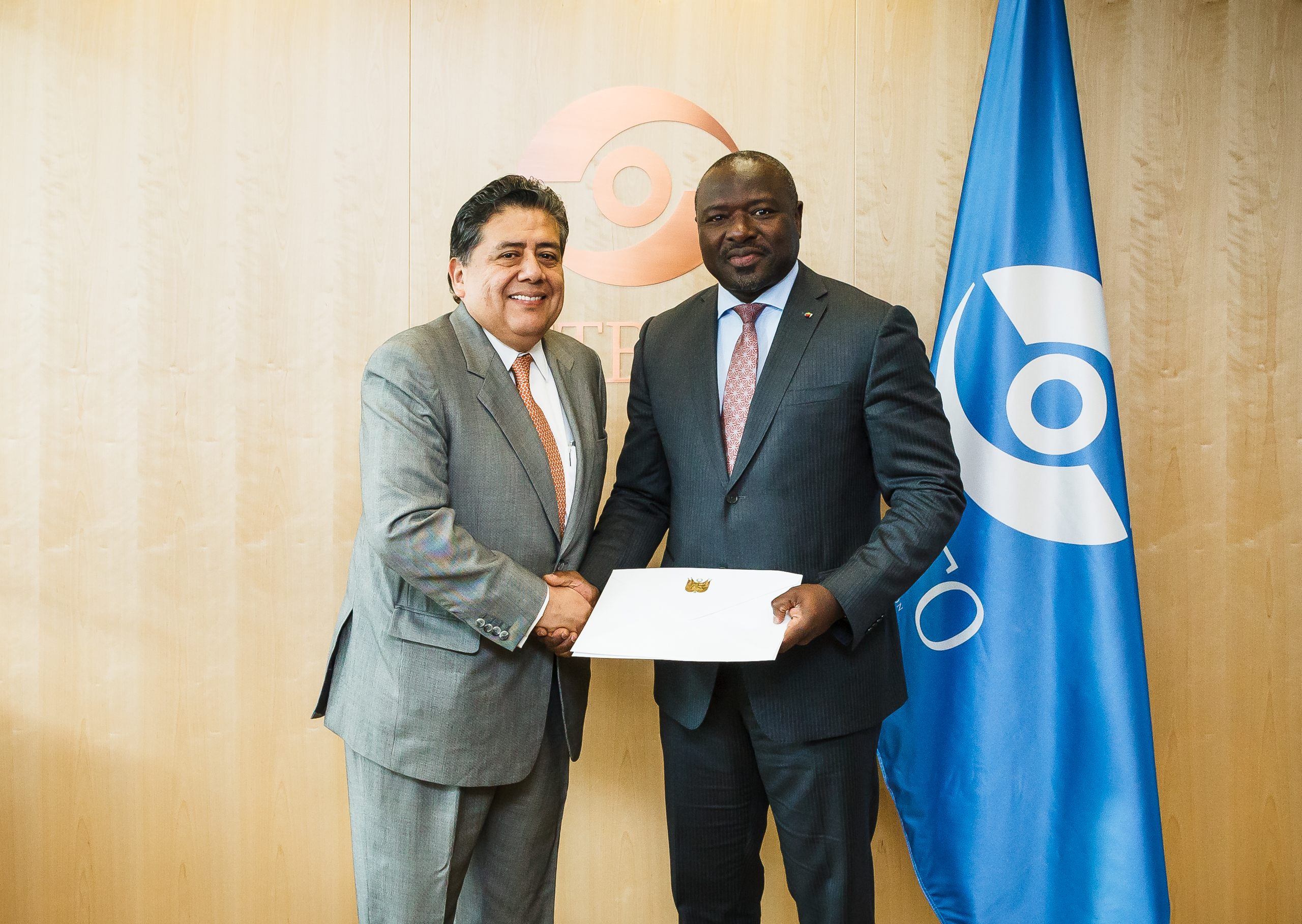
Alfredo Raul Chuquihuara Chil (l.), Ständiger Vertreter Perus, legte dem Exekutivsekretär Lassina Zerbo sein Akkreditierungsschreiben vor.

Vom 9. Februar 2016 bis 8. Februar 2017 war er Botschafter in Tel Aviv.
Aufgrund eines Bestechungsvorwurfes bei der Vergabe zweier Streckenabschnitte der Carretera Interoceánica Sur, in den Alejandro Toledo, ein Freund von Alfredo Chil, verwickelt war, wurde er aus Gesundheitsgründen von seinem Posten als Botschafter in Tel Aviv abberufen, um den Eindruck der Befangenheit vorzubeugen.
| Vorgänger                                       | Amt | Nachfolger                                           |
| ----------------------------------------------- | --- | ---------------------------------------------------- |
| 24. Oktober 2013: Gustavo Meza-Cuadra Velásquez | Ständiger Vertreter der peruanischen Regierung bei der UNO in Wien. 3. Dezember 2015 bis 7. Dezember 2015 | 3. November 2016: Juan Fernando Javier Rojas Samanez |
| Gustavo Antonio Otero Zapata                    | Peruanischer Botschafter in Tel Aviv 9. Februar 2016 bis 8. Februar 2017                                  | Carlos Daniel Chavez-Taffur Schmidt                  |